# ريتو تسيغلر
ريتو زيغلر (بالإيطالية: Reto Ziegler)‏ (مواليد 16 يناير 1986 في جنيف - سويسرا) لاعب كرة قدم سويسري يلعب حاليا لصالح نادي الدرجة الأولى يوفنتوس الإيطالي منذ 2011 في مركز الظهير الأيسر كما يب في مركز الوسط الأيسر .
كما سبق له اللعب مع نادي هامبورغ الألماني في موسم 2005-2006 .

## روابط خارجية
- ريتو زيغلر على موقع الاتحاد الدولي (مؤرشف)  (الإنجليزية)
- ريتو زيغلر على موقع الاتحاد الأوربي (الإنجليزية)
- ريتو زيغلر على موقع اتحاد تركيا (لاعب) (الإنجليزية)
- ريتو زيغلر على موقع الدوري الأمريكي (الإنجليزية)
- ريتو زيغلر على موقع قاعدة بيانات كرة القدم.إي يو (الإنجليزية)
- ريتو زيغلر على موقع ناشيونال فوتبول تيمز (الإنجليزية)
- ريتو زيغلر على موقع Soccerbase.com (لاعب) (الإنجليزية)
- ريتو زيغلر على موقع Soccerway.com (الإنجليزية)
- ريتو زيغلر على موقع عالم كرة القدم.نت (الإنجليزية)
- ريتو زيغلر على موقع كووورة